# Cityrail

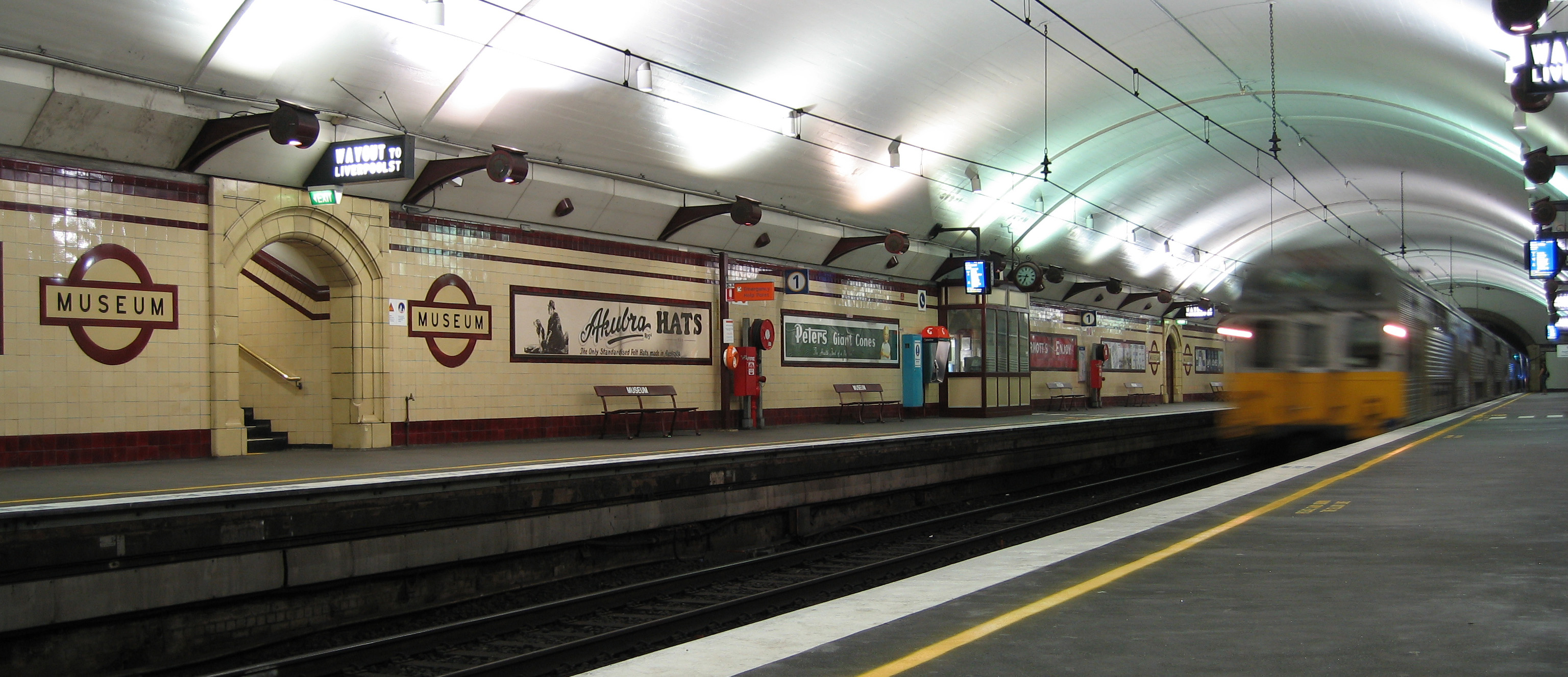
Museum station, Sydney, Australien

Cityrail, av myndigheten skrivet CityRail, är en avdelning av myndigheten Rail Corporation New South Wales som, tillsammans med Countrylink, sköter persontågstrafik i New South Wales i Australien. Från och med den 1 juli 2013 kommer Cityrail att ersättas av Sydney Trains och NSW Trains.